# Mele’a
Mele’a (hebr. מלאה; ang. Mele'a lub Mle'a) – moszaw położony w Samorządzie Regionu Ha-Gilboa, w Dystrykcie Północnym, w Izraelu.

## Położenie
Moszaw Mele’a jest położony na wysokości 67 metrów n.p.m. w południowej części intensywnie użytkowanej rolniczo Doliny Jezreel, na północy Izraela. Okoliczny teren jest płaski, opada jednak delikatnie w kierunku północnym. W odległości 2 km na południowy zachód od moszawu wznoszą się wzgórza płaskowyżu Wyżyny Menassesa w rejonie Wadi Ara. Spływają stamtąd strumienie Taine i Oz (na zachód od wioski) oraz Azam i Ta’anach (na wschód), które zasilają przepływającą na północy rzekę Kiszon. W odległości 8 km po stronie wschodniej wznoszą się Wzgórza Gilboa. W otoczeniu moszawu Mele’a znajduje się arabskie miasteczko Ma’ale Iron, kibuce Giwat Oz i Megiddo, moszawy Ha-Jogew i Gadisz, oraz wioski komunalne Nir Jafe i Merkaz Omen. W odległości 3 km na północ od maszawu znajduje się port lotniczy Megiddo. Natomiast w odległości 1 km na południowy zachód od moszawu przebiega mur bezpieczeństwa oddzielający terytorium Izraela od Autonomii Palestyńskiej. Po stronie palestyńskiej znajduje się wioska Zububa.
Mele’a jest położony w Samorządzie Regionu Ha-Gilboa, w Poddystrykcie Jezreel, w Dystrykcie Północnym Izraela.

## Historia
W latach 50. XX wieku miała miejsce masowa emigracja ludności żydowskiej do Ziemi Izraela. Nagłe pojawienie się dużej liczby nowych imigrantów, zmusiło władze izraelskie do poszukiwania sposobu ich absorpcji. W ten sposób zrodziła się koncepcja utworzenia nowego obszaru osadnictwa w południowej części Doliny Jezreel. Cały projekt otrzymał wspólną nazwę Ta’anach, która to nazwa odnosiła się do całego regionu. Powstały tu trzy identyczne bloki osiedli, z których każdy posiadał centralną wioskę pełniącą wszystkie podstawowe funkcje dla sąsiednich osad rolniczych. W ten sposób w 1953 roku utworzono pierwszy blok nazwany Ta’anach Alef (moszawy Awital, Perazon i Metaw, oraz wioska centralna Merkaz Ja’el). Na początku 1956 roku przystąpiono do tworzenia drugiego bloku osiedli Ta’anach Bet. W takich okolicznościach w lutym 1956 roku został założony moszaw Addirim, a następnie w sierpniu zostały założone moszawy Dewora i Barak (w 1958 r. powstało centrum bloku, wioska Merkaz Chewer).
Jeszcze w tym samym 1956 roku przystąpiono do tworzenia trzeciego bloku osiedli Ta’anach Gimel. Jako pierwszy powstał moszaw Gadisz, a następnie założono moszawy Mele’a i Nir Jafe. Pełniącą funkcję centrum usługowego wioskę Merkaz Omen założono w 1958 roku. W moszawie Mele’a zamieszkali imigranci z Maroka. Jego nazwę zaczerpnięto z rolnictwa - „mele’a” w języku hebrajskim oznacza „ziarno”, „nasiona” i odnosi się do urodzajnych zbiorów. Początkowo w moszawie wybudowano 60 domów, a do osady przyjechało w sumie 70 rodzin imigrantów z Afryki Północnej. W związku z tym, od razu 10 rodzin przeniosło się do sąsiedniego moszawu Gadisz. Działalność mieszkańców Mele’a koncentrowała się na uprawie warzyw, i stopniowo rozszerzała się na inne działy rolnictwa. Warunki życia były jednak trudne, i pod koniec 1957 roku znaczna część mieszkańców przeniosła się do moszawu Gadisz. Rok później na ich miejsce przyjechali nowi imigranci z Polski.

## Demografia
Większość mieszkańców moszawu jest Żydami:

## Gospodarka i infrastruktura
Gospodarka moszawu opiera się na intensywnym rolnictwie, sadownictwie i hodowli drobiu. W szklarniach hodowane są kwiaty. Część mieszkańców pracuje w pobliskich strefach przemysłowych. W moszawie jest sklep wielobranżowy i warsztat mechaniczny.

## Transport
Z moszawu wyjeżdża się na wschód do wioski Merkaz Omen i drogi nr 6714, a następnie do drogi nr 675. W odległości 3 km na północ od maszawu znajduje się port lotniczy Megiddo.

## Edukacja i kultura
Moszaw utrzymuje przedszkole. Starsze dzieci są dowożone do szkoły podstawowej do sąsiedniej wioski Merkaz Omen. Jest tu także synagoga i mykwa. W moszawie jest ośrodek kultury z biblioteką, sala sportowa z siłownią, oraz boisko do piłki nożnej.